# Ligidium mucronatum
Ligidium mucronatum är en kräftdjursart som beskrevs av Stanley B. Mulaik 1942. Ligidium mucronatum ingår i släktet Ligidium och familjen gisselgråsuggor. Inga underarter finns listade i Catalogue of Life.